# Spariolenus bakasura
Espèce
Spariolenus bakasura est une espèce d'araignées aranéomorphes de la famille des Sparassidae.

## Distribution
Cette espèce est endémique d'Inde,. Elle se rencontre au Karnataka et au Maharashtra.

## Description
La femelle holotype mesure 18,3 mm et le mâle paratype 13,5 mm.

## Systématique et taxinomie
Cette espèce a été décrite par Moradmand, Wesal et Kulkarni en 2023.

## Étymologie
Cette espèce est nommée en l'honneur de Bakasura. 

## Publication originale
- Moradmand, Wesal & Kulkarni, 2023 : « Taxonomic revision of the troglophile Spariolenus spiders (Araneae: Sparassidae) in South and West Asia. » Zootaxa, no 5380(1), p. 77-95.